# Hypocysta irius
Hypocysta irius är en fjärilsart som beskrevs av Fabricius 1775. Hypocysta irius ingår i släktet Hypocysta och familjen praktfjärilar. Inga underarter finns listade i Catalogue of Life.

## Bildgalleri

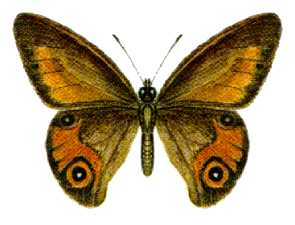